# Alberto Bueno
Alberto Bueno Calvo (ur. 20 marca 1988 w Madrycie) – hiszpański piłkarz, napastnik Málagi. Mistrz Europy do lat dziewiętnastu i król strzelców imprezy rozgrywanej w Polsce (wspólnie z İlhanem Parlakiem).

## Kariera klubowa
Urodzony w stolicy kraju gracz przebrnął przez wszystkie kategorie wiekowe Los Blancos. Utalentowany napastnik długo grał dla rezerw Realu, zwanych Castillą. Z pierwszą drużyną spędził cały okres przygotowawczy przed sezonem 2008/2009. Przebił się do pierwszej drużyny i 11 listopada 2008 roku w wygranym 4:3 pucharowym spotkaniu z Realem Unión zdobył premierowe trafienie w oficjalnym meczu pierwszej drużyny. Jedenaście dni później zadebiutował w La Liga, w 85 minucie meczu z Recreativo Huelva zmieniając Raúla. 25 maja 2015 podpisał pięcioletni kontrakt z FC Porto.

### Statystyki klubowe
| Sezon   | Klub                 | Kraj       | Liga               | Mecze | Bramki | Puchar Kraju | Mecze | Bramki | Rozgrywki Europy | Mecze | Bramki |
| ------- | -------------------- | ---------- | ------------------ | ----- | ------ | ------------ | ----- | ------ | ---------------- | ----- | ------ |
| 2006/07 | Real Madryt Castilla | Hiszpania  | Segunda División B | 31    | 2      | –            | –     | –      | –                | –     | –      |
| 2007/08 | Real Madryt Castilla | Hiszpania  | Segunda División   | 32    | 4      | –            | –     | –      | –                | –     | –      |
| 2008/09 | Real Madryt Castilla | Hiszpania  | Segunda División   | 24    | 16     | –            | –     | –      | –                | –     | –      |
| 2008/09 | Real Madryt          | Hiszpania  | Primera División   | 3     | 0      | Puchar Króla | 2     | 1      | Liga Mistrzów    | 1     | 0      |
| 2009/10 | Real Valladolid      | Hiszpania  | Primera División   | 20    | 1      | Puchar Króla | 1     | 0      | –                | –     | –      |
| 2010/11 | Derby County         | Anglia     | Championship       | 34    | 5      | –            | –     | –      | –                | –     | –      |
| 2011/12 | Real Valladolid      | Hiszpania  | Segunda División   | 32    | 7      | –            | –     | –      | –                | –     | –      |
| 2012/13 | Real Valladolid      | Hiszpania  | Primera División   | 33    | 5      | Puchar Króla | 2     | 1      | –                | –     | –      |
| 2013/14 | Rayo Vallecano       | Hiszpania  | Primera División   | 37    | 11     | Puchar Króla | 4     | 1      | –                | –     | –      |
| 2014/15 | Rayo Vallecano       | Hiszpania  | Primera División   | 36    | 17     | –            | –     | –      | –                | –     | –      |
| 2015/16 | FC Porto             | Portugalia | Primeira Liga      | 4     | 0      | –            | –     | –      | –                | –     | –      |
| 2016/17 | Granada CF           | Hiszpania  | Primera División   | 13    | 1      | Puchar Króla | 2     | 0      | –                | –     | –      |
| 2016/17 | CD Leganés           | Hiszpania  | Primera División   | 11    | 1      | –            | –     | –      | –                | –     | –      |
| 2017/18 | Málaga CF            | Hiszpania  | Primera División   | 11    | 0      | –            | –     | –      | –                | –     | –      |

Stan na: 17 maja 2018 r.

## Kariera reprezentacyjna
W finałowym meczu Mistrzostw Europy do lat dziewiętnastu (rozgrywanych w Polsce przed rokiem) zdobył dwie bramki przeciwko młodym Szkotom. Pod koniec 2006 roku został uhonorowany tytułem najlepszego madryckiego piłkarza. 15 lipca 2009 roku przeszedł za 3 mln euro do Realu Valladolid, gdzie podpisał pięcioletni kontrakt. W 2010 roku został wypożyczony do Derby County.